# Gossanah
Gossanah est une tribu des îles Loyauté sur l'île d'Ouvéa, elle fait partie de l'aire coutumière Iaai, dans le district Imone. En 2019, elle compte 241 habitants ainsi que 233 membres de la tribu qui n'y résident pas.